# Arion-Verlag
Der Arion-Verlag war ein Verlag in Weimar von 1955 bis 1963.

## Geschichte
Um 1954 wurde der Arion-Verlag durch die neu gegründeten Nationalen Forschungs- und Gedenkstätten der Klassischen Deutschen Literatur in Weimar gegründet. Er sollte vor allem  literaturwissenschaftliche Werke zur deutschen Klassik herausgeben. 1955 erschienen die ersten Publikationen, darunter  die Literaturzeitschrift Weimarer Beiträge, die bis heute besteht.
Um 1963 wurde der Verlag wegen der Umstrukturierung der Verlage in der DDR geschlossen. Die meisten Sammelwerke wurden vom Aufbau Verlag in Berlin und Weimar übernommen, die Shakespeare-Ausgaben von Rütten & Loening in Berlin.

## Publikationen (Auswahl)

### Beiträge zur deutschen Klassik
Schriftenreihe herausgegeben von den Nationalen Forschungs- und Gedenkstätten der Klassischen Deutschen Literatur in Weimar
- 1 Heinz Stolpe, Die Auffassungen des jungen Herder vom Mittelalter, 1955
- 3 Walter Wadepuhl, Heine-Studien, 1956
- Gisela Sichardt, Das Weimarer Liebhabertheater unter Goethes Leitung, 1957
- 4 Fahrten nach Weimar. Slawische Gäste bei Goethe. Auswahl aus Briefen, Berichten und Aufzeichnungen mit einem Vorwort und Anmerkungen, 1958
- 7 Ursula Wertheim, Schillers "Fiesko" und "Don Carlos". Zu Problemen des historischen Stoffes, 1958
- 9 Elisa Maria Szarota, Lessings Laokoon. Eine Kampfschrift für eine realistische Kunst und Poesie, 1959
- Hans-Jürgen Geerdts, Goethes Roman "Die Wahlverwandtschaften". Eine Analyse seiner künstlerischen Struktur, seiner historischen Bezogenheiten und seines Ideengehaltes, 1958
- Edith Braemer, Goethes Prometheus und die Grundpositionen des Sturm und Drang, 1959
- Hermann Bräuning-Oktavio, Oken und Goethe im Lichte neuer Quellen, 1959
- Günter Kraft, Historische Studien zu Schillers Schauspiel "Die Räuber". Über eine mitteldeutsch-fränkische Räuberbande des 18. Jahrhunderts., 1959

- Der Menschheit Würde. Dokumente zum Schiller-Bild der deutschen Arbeiterklasse. Mit Aufsätzen, Reden und Briefen von Karl Marx, Friedrich Engels, Franz Mehring, Rosa Luxemburg, Clara Zetkin, Otto Grotewohl, Johannes R. Becher und Alexander Abusch , 1959

### Weitere Publikationen
- Weimarer Beiträge. Zeitschrift für deutsche Literaturgeschichte, 1955–1963, anfangs zusammen mit Hermann Böhlaus Nachf., dann im Aufbau-Verlag
- Bibliographie deutschsprachiger Bücher und Zeitschriftenaufsätze zur deutschen Literatur von der Aufklärung bis zur bürgerlichen Revolution 1848/49, 9 Bände, 1955–1960
- Textausgaben zur deutschen Klassik, 2 Bände, 1955, 1963
- Wolfgang Vulpius (Bearb.), Schiller-Bibliographie. 1893–1958, 1959, danach drei Bände im Aufbau Verlag
- Heine-Bibliographie, 2 Bände, 1960, mehrere Bände, danach weitere Bände in anderen Verlagen
- Kolloquium über Probleme der Goetheforschung (Vorträge und Diskussionen), 1960
- Bibliographien, Kataloge und Bestandsverzeichnisse, 2 Bände [ohne Jahr]

- Hans Ruppert (Bearb.): Goethes Bibliothek (= Reihe Goethes Sammlungen zur Kunst, Literatur und Naturwissenschaft), Katalog, 1958